# Monte Masoni
De Monte Masoni is een 2663 meter hoge berg in de Italiaanse regio Lombardije en maakt deel uit van de Bergamasker Alpen.